# Cirrhilabrus africanus
Cirrhilabrus africanus is een straalvinnige vissensoort uit de familie van de lipvissen (Labridae). De wetenschappelijke naam van de soort werd in 2016 gepubliceerd door Victor.

## Beschrijving
Cirrhilabrus africanus kenmerkt zich door een rode bovenhelft en een geeloranje onderhelft van de flank. Bij vrouwtjes is dit minder goed zichtbaar dan bij mannetjes. De kop van de vis draagt blauwe strepen die op de rest van het lijf overgaan in kleine blauwe vlekken.

## Verspreiding
De soort komt voor aan de westkant van de Indische Oceaan van Kenia tot Zuid-Afrika en Mozambique.